# Selo pri Zagorici
Selo pri Zagorici – wieś w Słowenii, w gminie Mirna Peč. W 2018 roku liczyła 43 mieszkańców.